# إبطن
إبطن (بالعبرية: אִבְּטִין) ، قرية بدوية في شمالي إسرائيل. تقع في الجليل الأسفل حوالي نصف كيلومتر من كفار حسيديم، تندرج ضمن اختصاص مجلس زفولون الإقليمي. في 2019 بلغ عدد سكانها 2,835 نسمة.

## أعلام
- عبد الرحيم قرمان
- سعاد قرمان